# Рейтано, Натали
Натали́ Рейта́но (англ. Natalie Raitano; 3 октября 1966, Шарлерой, Пенсильвания, США) — американская актриса

, телеведущая, комедиантка, телепродюсер и тренер по аэробике.

## Биография
Натали Рейтано родилась 3 октября 1966 года в Шарлерое (штат Пенсильвания, США), пригород Питтсбурга, в семье итальянского происхождения. У неё есть младший брат и сестра.
В 1984 году она окончила Католическую среднюю школу долины Мононгахилы в Мононгахиле, штат Пенсильвания.

## Карьера
Она наиболее известна по роли Никки Франко в телесериале «Девушки с характером». Позже она сняла видеоролики для DVD о первом сезоне сериала. До съёмок в сериале, Рейтано была инструктором по аэробике и ведущей телешоу «Hip Hop Body» на ESPN2. Она также была участницей музыкальной группы «Breeze».
В 2006 году она вела комедийный подкаст и веб-сайт под названием «Famous Shit Stories». В конце 2006 года снялась в фильме «Убийство», который был снят и написан Блейком Кэлхауном. Летом 2007 года она объединилась с Блейком Кэлхауном в фильме «PINK», премьера которого состоялась 4 сентября 2007 года на MySpace и YouTube.

## Избранная фильмография
| Год  |   | Русское название    | Оригинальное название | Роль      |
| ---- | - | ------------------- | --------------------- | --------- |
| 2000 | с | Китайский городовой | Martial Law           | Ивана Бок |